# Holdrio (Getränk)
Holdrio ist ein alkoholisches Heißgetränk auf Grundlage von Hagebuttentee und Zwetschgenschnaps, dazu werden meistens zwei Stück Würfelzucker gereicht. Es ist in ländlichen Gebieten der Deutschschweiz verbreitet.